# Passkarte

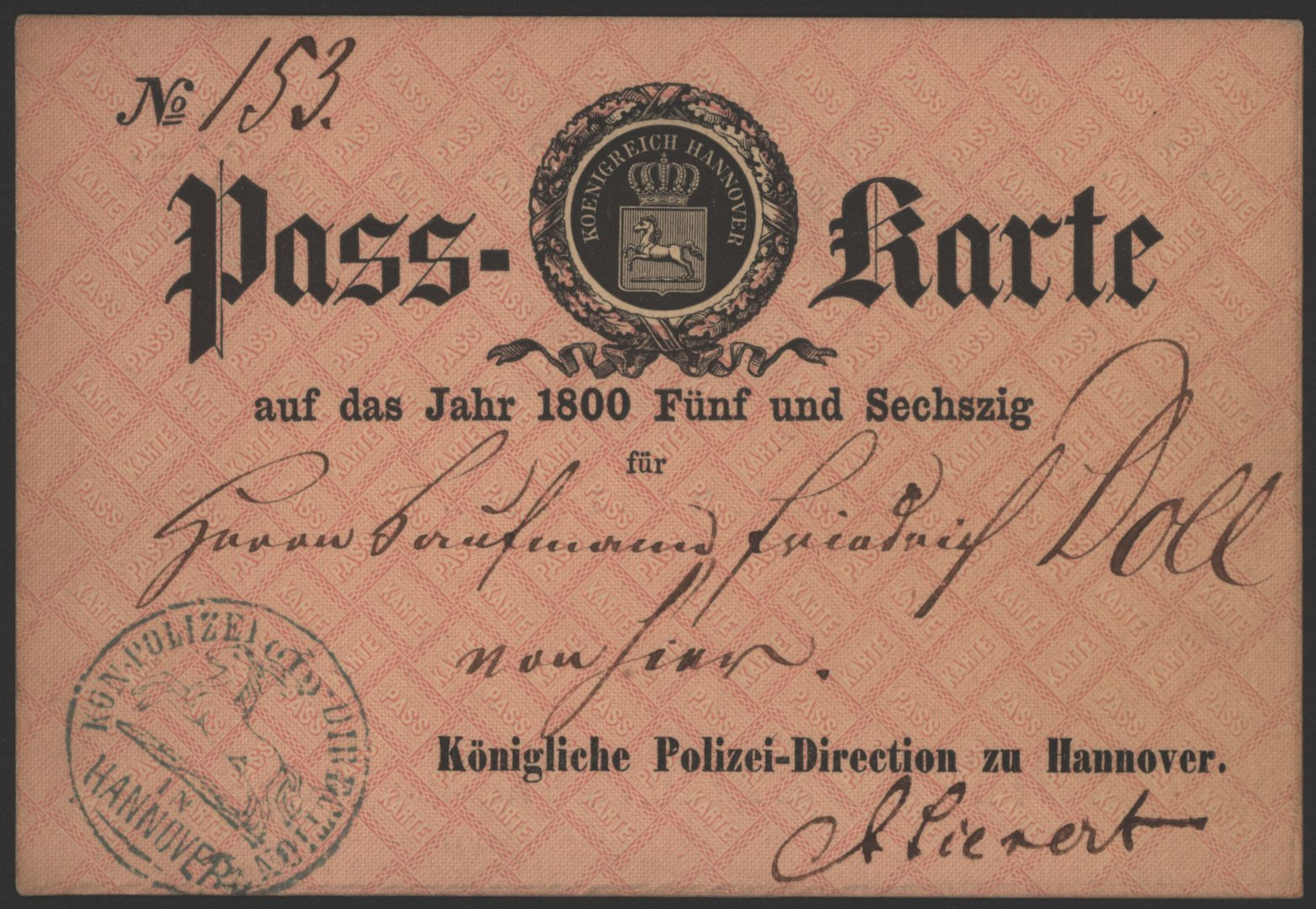
Königlich Hannoversche „Pass-Karte“ von 1865;
unterzeichnet von Adolf Sievert für die Königliche Polizei-Direction zu Hannover

Die Passkarte als Vorläufer des Personalausweises wurde seit 1850 von den Mitgliedsstaaten des Deutschen Bundes als Ausweisdokument eingeführt. Im Gegensatz zum Reisepass bestand die Passkarte nur aus einer Seite, welche die Personenbeschreibung des Passkarteninhabers enthielt. Die Passkarte war ein Jahr lang gültig und ermöglichte innerhalb des Deutschen Bundes den Grenzübertritt ohne besondere Ein- und Ausreisegenehmigungen.

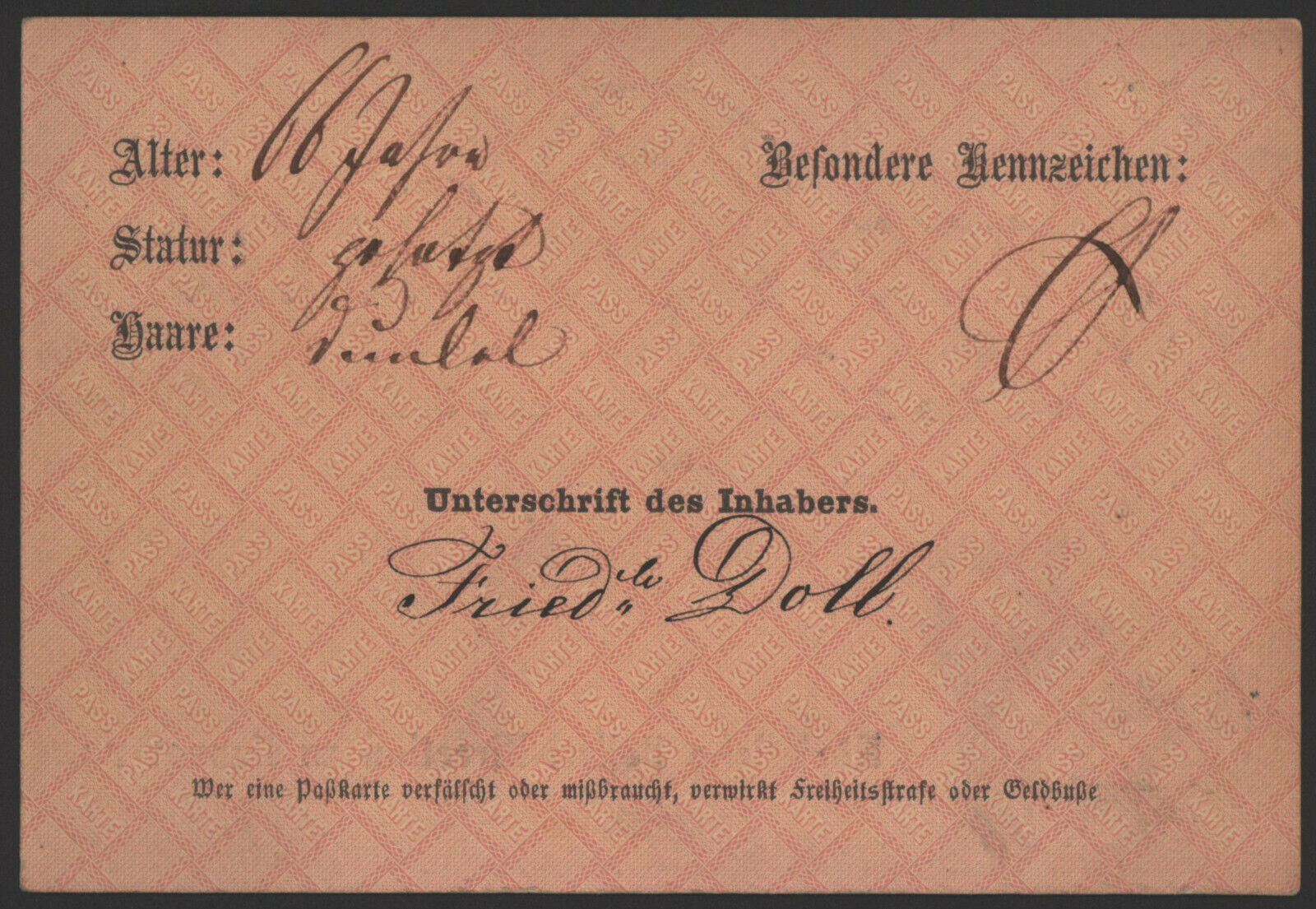
Rückseite der „Paßkarte“ von 1865 mit Unterschrift des hannoverschen Kaufmanns Friedrich Doll

Seit 1859 war die Passkarte auch im Kaisertum Österreich als Reisedokument für Inlands- und Auslandsreisen anerkannt und wurde von den Bezirksämtern (seit 1868 als Bezirkshauptmannschaften bezeichnet) ausgestellt.
1938 wurde im Deutschen Reich die Kennkarte eingeführt.
In vielen Reisepässen ist eine maschinenlesbare Kunststoffkarte eingebunden, die ebenfalls Passkarte genannt wird.
|  |  |  |  |